# Damian Krzysztofik
Damian Krzysztofik (ur. 12 kwietnia 1988 w Mielcu) – polski piłkarz ręczny, obrotowy, od 2016 zawodnik Chrobrego Głogów.

## Kariera sportowa
Wychowanek Stali Mielec, do zespołu seniorów włączony w 2004. W pierwszej części sezonu 2011/2012 przebywał na wypożyczeniu w Czuwaju Przemyśl. W 2013 przeszedł do słowackiego Tatrana Preszów, w barwach którego rozegrał w sezonie 2013/2014 18 meczów w Lidze SEHA, zdobywając 23 bramki. Będąc graczem Tatrana występował ponadto w Pucharze EHF, w którym rzucił sześć goli w pięciu spotkaniach. W latach 2014–2016 ponownie grał w Stali Mielec. W 2016 trafił do Chrobrego Głogów. W sezonie 2016/2017 był obok Szymona Sićki najlepszym strzelcem głogowskiej drużyny w Superlidze – zdobył 101 goli w 25 meczach. W sezonie 2017/2018 rozegrał 25 spotkań, w których rzucił 68 bramek.
W reprezentacji Polski zadebiutował 4 czerwca 2013 w przegranym meczu ze Szwecją (27:29), w którym zdobył pięć goli. Został powołany przez trenera Michaela Bieglera do szerokiej kadry na mistrzostwa Europy w Danii (2014), jednak uraz ścięgna wykluczył go z udziału w tym turnieju.